# Libystica fumosa
Libystica fumosa är en fjärilsart som beskrevs av Walker 1873. Libystica fumosa ingår i släktet Libystica och familjen nattflyn. Inga underarter finns listade i Catalogue of Life.